# Восход «Чёрной луны»
«Восход „Чёрной луны“» (англ. Black Moon Rising) — кинофильм, фантастический боевик 1986 года режиссёра Харли Коклиса по сюжету Джона Карпентера.

## Сюжет
ФБР пытается добыть доказательства против корпорации Lucky Dollar в Лас Вегасе. Поскольку стандартными способами получить информацию не получается, Бюро нанимает Сэма Квинта (Томми Ли Джонс) — бывшего вора, чтобы украсть компьютерную пленку, с финансовыми данными корпорации. Квинт проникает в офис корпорации и крадет необходимые данные. Однако при взломе хранилища в здании срабатывает сигнализация. Пытаясь скрыться из офиса с украденной плёнкой, Квинт в одном из коридоров сталкивается с Марвином Рингером (Ли Вин), ещё одним бывшим вором и своим знакомым, который теперь работает на корпорацию.
В то же время Эрл Уиндом (Ричард Джекел) тестирует в пустыне прототип транспортного средства под названием "Чёрная Луна", который может достигать скорости 325 миль в час и работает на водопроводной воде. Квинт и Уиндом позже пересекаются на заправочной станции, где Квинт прячет кассету в заднем бампере Чёрной Луны. Уиндом везёт «Черную Луну» в Лос-Анджелес, и Квинт, все ещё преследуемый Рингером и его людьми, следует за Уиндомом и его командой туда.
Прибыв в Лос-Анджелес Квинт встречается с агентом ФБР Джонсоном (Бубба Смит), и требует двойную оплату и новый паспорт, потому что теперь он имеет дело с Рингером. После этого Квинт выслеживает Уиндома в шикарном ресторане, где Уиндом ведет переговоры о продаже прототипа производителю автомобилей. Прежде чем Квинт смог добраться до кассеты, группа автоугонщиков, возглавляемая Ниной (Линда Хэмилтон), крадет все автомобили на стоянке, включая «Чёрную Луну» с трейлера. Квинт бросается в погоню и отслеживает автомобили до офисной башни, но теряет их в подземном гараже. Внутри гаража Квинт попадает в поле зрения камер наблюдения, но никто не узнает его.
Вернувшись в ресторан, Квинт снова встречает Джонсона. Джонсон говорит, что ему нужна кассета через три дня, или дело правительства против Lucky Dollar не дойдёт до суда. Он также говорит Квинту, что если он не доставит кассету, ему не заплатят. Затем Квинт идет к Уиндому и его команде и просит их помочь вернуть машину, но они отказываются, настаивая на том, чтобы сначала обратиться в полицию.
После получения чертежей башен из мэрии, Квинт начинает следить за ними. Башни «Райленд Тауэрс» — это комплекс офисных зданий, состоящий из двух башен построенных Эдом Райлендом (Роберт Вон), который также является главой синдиката автоугонщиков. В подвале одной из башен находится большая мастерская, и Райленд держит лучшие машины для себя, а остальные продает. Он ругает Нину за то, что она украла машину, которую он не может перепродать, но он также не позволяет Нине сохранить её для себя.
Когда Нина покидает башни, Квинт следует за ней в ночной клуб. В клубе происходит их личное знакомство, после чего они едут домой к Нине. Они занимаются сексом, затем он говорит ей, что хочет вернуть забавную машину, предлагает ей помочь ему в этом. Она не говорит «нет», но и не говорит «да».
Позже Уиндом и его команда самостоятельно отправляются в башни, чтобы найти для полиции доказательства того, что угнанные автомобили спрятаны здесь. Головорезы Райленда обнаруживают их и убивают одного из членов команды, поэтому испугавшись, они возвращаются к Квинту и предлагают свою помощь. Тем временем, Рингер со своими людьми выслеживают Квинта и нападают на него, требуя вернуть кассету. Квинту удается убить двоих нападавших, но Рингер сумел сбежать.
На следующий день Нину вызывает Райленд. Он показывает ей пленку с камер наблюдения в гараже с изображением Квинта у въезда в мастерскую, на что Нина говорит, что не знает его. Затем он показывает ей пленку, на которой они занимаются сексом. Он называет её предательницей и запирает в архиве, чтобы разобраться с ней позже. Между тем, Квинт и Уиндом приходят к выводу, что, поскольку проникнуть в автомастерскую напрямую из гаража невозможно, лучший способ попасть внутрь — пробраться через недостроенную, почти неохраняемую вторую башню. Пока Уиндом вырубает камеры слежения, Квинт, поднявшись на крышу пустой башни, с помощью альпинистского снаряжения перелезает на другую и спускается в вентиляционную шахту. Спускаясь по вентиляции, он обнаруживает в запертом архиве Нину и вытаскивает её. Она соглашается помочь Квинту украсть «Чёрную Луну». Стащив униформу с охранника, Квинт и Нина входят в автомастерскую. Райленд обнаруживает, что Нина исчезла из архива и находит её по камерам в гараже. Уиндом, находящийся с другой стороны двери гаража, пробивает в ней отверстие с помощью C-4, но опустившаяся аварийная решётка перекрывает отверстие в двери, прежде чем Квинт и Нина смогли сбежать.
Квинт заводит «Чёрную Луну» в грузовой лифт, который доставляет их прямо в офис Райленда. Во время погони на этом этаже Нина активирует турбонаддув, который заставляет машину развить скорость 325 миль в час. «Луна» разгоняется в сторону окна, сбивая вставшего на пути Райленда, тем самым мгновенно убивая его. Затем, вылетев в окно и перелетев через площадь автомобиль влетает в недостроенную башню. Придя в себя, Квинт и Нина думают, что они в безопасности, и выбравшись из машины Квинт достает кассету из бампера, но в этот момент появляется Рингер и его люди и забирают кассету. Он и Квинт начинают бороться, в это же время появляется агент Джонсон. После жестокого кулачного боя Квинт вырубает Рингера, забирает кассету и отдает её Джонсону. Затем Квинт берет у него деньги и говорит, что он официально уволился из ФБР. Затем появляется Уиндом и благодарит за то, что его машина все ещё цела, но задается вопросом, как они её спустят. Фильм заканчивается в квартире Нины, где Квинт спрашивает её, счастлива ли она, что украла «Черную Луну». После того как она говорит «Да», он говорит, что он тоже.

## В ролях
- Томми Ли Джонс — Сэм Квинт
- Линда Хэмилтон — Нина
- Роберт Вон — Эд Райленд
- Ричард Джекел — Эрл Уиндом
- Ли Винг — Рингер
- Бубба Смит — агент ФБР Джонсон
- Дэн Шор — Билли Лайонс
- Уильям Сандерсон — Тик Тейден
- Кинан Уинн — Айрон Джон
- Ник Кассаветис — Луи
- Ричард Ангарола — доктор Мелато
- Дон Кит Оппер — Эмиль Фрэнч
- Уильям Маркес — Рэйнозо
- Дэвид Прессман — грабитель в магазине
- Стэнли ДеСантис — перевозчик
- Эдвард Парон — мистер Эмилио
- Аль Уайт — наладчик
- Билл Муди — человек в ветровке
- Таунсенд Коулмэн — ожидающий
- Далтон Кэти — метрдотель
- Фрэнк Дент — техник № 1
- Стив Фифилд — техник № 2
- Дэйв Адамс — бригадир
- Лана Ланкастер — секретарь Райленда
- Энрике Кастильо — механик № 1 (в титрах: E.J. Castillo)
- Петерсон Бэнкс — механик № 2
- Руди Дэниелс — офицер
- Карл Киарфалио — помощник Рингера № 1
- Дон Пулфорд — помощник Рингера № 2
- Винсент Пандолиано — человек в тупике
- Лиза Лондон — рыжая девушка на заправке
- Даг МакХью — охранник казино № 1
- Эрик Трулз — охранник казино № 2

## Съёмки
В качестве автомобиля «Чёрная луна» в фильме использован реальный прототип «Wingho Concordia II» 1980 года. Машина была разработана и построена канадской студией «Wingho Auto Classique» в Монреале, занимающейся дизайном автомобилей и постройкой уникальных транспортных средств. Дизайн выполнен Бернардом Божарденом и Клайдом Квоком. Всего была изготовлена одна полноценная машина, являвшая собой доработанный вариант проекта «Concordia I» 1976 года.

## Отзывы
В номере газеты «The New York Times» за 10 января 1986 года: «Воровство как образ жизни — вот что такое Восход „Чёрной луны“. Это тот фильм, в котором воры созданы друг для друга».

## См. Также
- Лето в поисках «Корвета»
- Кристина